# Zimowe Mistrzostwa Hiszpanii w Rzutach 2011
Zimowe Mistrzostwa Hiszpanii w Rzutach 2011 – zawody lekkoatletyczne, które rozegrano w Toledo 12 marca. 
Zwycięzca konkursu rzutu młotem mężczyzn – aktualny rekordzista świata juniorów Javier Cienfuegos ustanowił rekord Hiszpanii w kategorii młodzieżowców – 75,02. Wynik ten jest tylko o 40 centymetrów słabszy od rekordu kraju seniorów.

## Rezultaty

### Mężczyźni
| Konkurencja:   | 1. miejsce        | Rezultat | 2. miejsce          | Rezultat | 3. miejsce         | Rezultat |
| Rzut dyskiem   | Frank Casañas     | 63,21    | Loy Maikel Martínez | 58,74    | Pedro José Cuesta  | 55,63    |
| Rzut młotem    | Javier Cienfuegos | 75,02    | Isaac Vicente       | 67,93    | Ignacio Calderón   | 65,13    |
| Rzut oszczepem | Rafael Baraza     | 71,86    | Jordi Sánchez       | 68,39    | Raimundo Fernández | 65,95    |

### Kobiety
| Konkurencja:   | 1. miejsce       | Rezultat | 2. miejsce    | Rezultat | 3. miejsce                  | Rezultat |
| Rzut dyskiem   | Irache Quintanal | 51,94    | Sabina Asenjo | 51,81    | Mercedes de Sántalo-Ossorio | 49,06    |
| Rzut młotem    | Berta Castells   | 66,12    | Laura Redondo | 62,24    | Jénnifer Nevado             | 57,34    |
| Rzut oszczepem | Nora Bicet       | 55,43    | Lorea Oloriz  | 46,40    | Elia Pascual                | 45,36    |